# Harenfa
Harenfa (în arabă الهرنفة) este o comună din provincia Chlef, Algeria.
Populația comunei este de 17.799 de locuitori (2008).